# Mariam Thresia Chiramel Mankidiyan
Svatá Mariam Thresia Chiramel Mankidiyan (26. dubna 1876, Triššúr – 8. června 1926, Triššúr) byla indická syrsko-malabarská katolická řeholnice a zakladatelka Kongregace Svaté rodiny.

## Život
Narodila se 26. dubna 1876 v Triššúru jako dcera Thoma a Thandy Chiramel Mankidiyan. Pokřtěna byla 3. května 1876.
Asi v 10 letech složila soukromý slib čistoty. O dva roky později zemřela její matka, a stejný rok ukončila své základní vzdělání. Roku 1891 plánovala odejít z domova a žít jako poustevnice. Se svými třemi společnicemi chodila do kostela, kde se staraly o výzdobu oltáře. Chtěla napodobit Ježíše v jeho apoštolátu a proto se začal starat o chudé, nemocné a sirotky. Se svými společnicemi vytvořila modlitební skupinu, která navštěvovala rodiny v nouzi. Často měla vize se Svatou rodinou. Modlila se za hříšníky, postila se za jejich obrácení, navštěvovala je a vyzývala je k pokání. Dostala několik mystických darů, jako je dar proroctví či dar léčení. Jako svatá Terezie Veliká zažívala extáze a levitaci. Mariam nesla také stigmata, které před světem skrývala. Žažívala skoro celý život ďábelské útoky démonů. V letech 1902 až 1905 byla otcem Josephem Vithayathilem několikrát podrobena exorcismu. Otec Joseph byl do konce jejího života jejím duchovním otcem.
Roku 1903 požádala biskupa Johna Menacheryho o založení nového modlitebního domu. Ten chtěl vyzkoušet její povolání a přesvědčoval jí aby vstoupila do nové Kongregace františkánských klarisek, ona však odmítla protože necítila volání do této kongregace. Roku 1912 vstoupila do kláštera karmelitek v Olluru. O rok později dal biskup povolení k vytvoření nového domu. Sestry zde žily poustevnickým životem avšak dále navštěvovali potřebné. Dne 14. května 1914 byla oficiálně založena Kongregace Svaté rodiny. Mariam byla jmenována její první představenou a otec Joseph kongregačním kaplanem.
Matka Mariam Thresia zemřela 8. června 1926 na následky zranění na noze. Rána vzdorovala lékům kvůli jejímu diabetu.

## Proces svatořečení
Dne 14. května 1983 byl v eparchii Irinjalakuda zahájen její proces blahořečení. Dne 28. června 1999 uznal papež sv. Jan Pavel II. její hrdinské ctnosti. Dne 27. ledna 2000 uznal zázrak uzdravení na její přímluvu. Blahořečena byla 9. dubna stejného roku.
Dne 12. února 2019 uznal papež František druhý zázrak na její přímluvu. Svatořečena byla 13. října stejného roku.